# 순악아강
순악아강(脣顎亞綱, Chilognatha)은 약 12,000종에 달하는 현존하는 노래기 대다수를 포함하는 배각강의 하위 아강이다.

## 하위 분류
- 오각노래기하강 또는 오대하강 (五帶下綱, Pentazonia) Brandt, 1833
  - 글로메리데스무스상목 (Limacomorpha)
    - 글로메리데스무스목 (Glomeridesmida) Latzel, 1884

  - 공노래기상목 (Oniscomorpha)
    - 구슬노래기목 (Glomerida) Leach, 1814
    - 스파이로테리니움목 (Sphaerotheriida) Brandt, 1833
- 긴노래기하강 또는 유연충하강 (類蠕蟲下綱, Helminthomorpha) Pocock, 1887
  - 땅노래기준강 (Colobognatha) - 측계통군?
    - 땅노래기목 (Polyzoniida) Gervais, 1844
    - 넓적노래기목 또는 장님노래기목 (Platydesmida) DeSaussure, 1860
    - 시포노크립투스목 (Siphonocryptida) (이전에는 땅노래기목에 포함)
    - 시포노포라목 (Siphonophorida) Hoffman, 1980

  - 진악준강 (眞顎準綱, Eugnatha)
    - 각시노래기상목 (Juliformia)
      - 갈퀴노래기목 또는 각시노래기목 (Julida) Brandt, 1833
      - 나사창살노래기목 (Spirobolida)
      - 나사노래기목 (Spirostreptida)

    - 질삼노래기상목 (Nematophora)
      - 칼리푸스목 (Callipodida) Bollman, 1893
      - 끈노래기목 (Chordeumatida) Koch, 1847
      - 스템미울루스목 (Stemmiulida) Pocock, 1894
      - 시포니울루스목 (Siphoniulida) Cook, 1895

    - 띠노래기상목 (Merocheta)
      - 띠노래기목 (Polydesmida) Pocock, 1887